# Ypsolophus vittella
Ypsolophus vittella is een vlinder uit de familie van de koolmotten (Plutellidae). De wetenschappelijke naam is gepubliceerd in 1758 door Linnaeus in de tiende editie van Systema naturae.